# شرشابة
شِرشابة إحدى قرى مركز زفتى التابع لمحافظة الغربية بجمهورية مصر العربية، ومن أعلامها الأديب نجيب الكيلاني كاتب أدب للأطفال والدكتور عبد الأحد جمال الدين رئيس المجلس الأعلى للشباب والرياضة الأسبق واللواء أحمد جمال الدين وزير الداخلية الأسبق.

## التاريخ
قرية شرشابة من القرى القديمة، حيث وردت باسم «شرشابه» في أعمال جزيرة قوسينا ضمن قرى الروك الصلاحي التي أحصاها ابن مماتي في كتاب قوانين الدواوين، كما وردت باسم «شرشابه» في أعمال الغربية ضمن قرى الروك الناصري التي أحصاها ابن الجيعان في كتاب «التحفة السنية بأسماء البلاد المصرية».

## السكان
بلغ عدد سكان شرشابة 18,112 نسمة حسب تقدير عام 2018.
| السنة  | 1882 | 1897 | 1907 | 1927 | 1947 | 1960 | 1976 | 1986 | 1996   | 2006   | 2018   |
| ------ | ---- | ---- | ---- | ---- | ---- | ---- | ---- | ---- | ------ | ------ | ------ |
| القرية | 3519 | 4687 | 5585 | 7347 | 6404 | 7554 | 8137 | 9995 | 11,718 | 13,699 | 18,112 |